# Форкланд (Алабама)
Форкланд (енгл. Forkland) град је у америчкој савезној држави Алабама. По попису становништва из 2010. у њему је живело 649 становника.

## Демографија
Према попису становништва из 2010. у граду је живело 649 становника, што је 20 (3,2%) становника више него 2000. године.
| Група             | 2000.       | 2010.       |
| Белци             | 67 (10,7%)  | 77 (11,9%)  |
| Афроамериканци    | 561 (89,2%) | 567 (87,4%) |
| Азијати           | 0 (0,0%)    | 0 (0,0%)    |
| Хиспаноамериканци | 0 (0,0%)    | 5 (0,8%)    |
| Укупно            | 629         | 649         |